# Copa J. League 2024
La Copa J. League 2024, también conocida como «Copa YBC Levain J. League 2024» por motivos de patrocinio, fue la 49.ª edición de la Copa de la Liga de Japón y la 32.ª edición bajo la organización de la J. League.

## Formato de competición
El formato y otros detalles se anunciaron el 20 de diciembre de 2023.
Los 20 equipos de la J1 League 2024 participaron, así como todos los equipos de la J2 League 2024 y J3 League. El torneo se dividió en tres fases con cada una teniendo un formato diferente: la primera ronda, la ronda de play-off y la ronda principal. Como en ediciones anteriores, tres equipos obtuvieron un bye o una clasificación directa para la ronda principal, estos fueron los clasificados a la fase eliminatoria de la Liga de Campeones 2023-24 esto debido a un conflicto de calendario ya que las dos competiciones se jugaron en fechas similares.
Primera ronda
En esta ronda ingresaron 57 equipos que fueron divididos en 10 grupos por cercanía geográfica. Cada grupo participó en llaves de eliminación simple, dejando 10 clubes para avanzar a la ronda de play-off. El sorteo de la primera ronda se basó en las posiciones de la temporada 2023. Como norma general, el club de la liga inferior jugó su partido en casa. En el caso de clubes que estaban en la misma liga, el club con menor ranking de la temporada 2023 fue el equipo local. En caso de empate, los partidos fueron a prórroga y penales para determinar un ganador si era necesario.
Fase de play-off
Los 10 clubes que se clasificaron en la primera ronda se dividieron en cinco partidos de ida y vuelta y se enfrentaron entre sí en casa y fuera. Los cinco clubes restantes avanzaron a la fase principal.
Fase principal
- - Jugaron los tres equipos que recibieron un bye junto con los cinco ganadores de la ronda de play-off, dando un total de ocho clubes participantes.
  - Fase eliminatoria: En cuartos de final y semifinales se enfrentaron en serie de dos partidos, a ida y vuelta. En caso de igualdad en el total de goles, se realizó una prórroga, en donde no tuvo valor los goles fuera de casa. De continuar la igualdad en el marcador global, se realizó una tanda de penales.
  - La final se jugó a un solo partido. En caso de empate en los 90 minutos se hizo una prórroga; si aún persistía la igualdad, se ejecutó una tanda de penales.
    - Si la final se cancelaba y no se podía establecer una fecha alternativa, los dos equipos que hubieran avanzado a la final serían tratados como ganadores, pero si el motivo de la cancelación se debía a la culpa de un solo club, entonces el otro se hubiese consagrado campeón del certamen. Por otra parte, ambos conjuntos serían subcampeones si la razón se atribuía a impericias de ambos finalistas.

## Calendario
El fue anunciado el 19 de diciembre de 2023. All the matches took place in 2024.
| Etapa             | Ronda                                          | Fecha                                |
| ----------------- | ---------------------------------------------- | ------------------------------------ |
| Primera Ronda     | Ronda 1                                        | 6–13 de Marzo                        |
| Primera Ronda     | Ronda 2                                        | 17–24 de Marzo                       |
| Primera Ronda     | Ronda 3                                        | 22 de Mayo                           |
| Ronda de play-off | Ronda de play-off                              | 5 de Junio (Ida) 9 de Junio (vuelta) |
| Cuartos de final  | 4 de Septiembre (ida) 8 de septiembre (vuelta) |                                      |
| Semifinales       | 9 de Octubre (ida) 13 de Octubre (vuelta)      |                                      |
| Final             | 2 de Noviembre                                 |                                      |

## Primera ronda

### Fase 1
| Equipo 1            | Resultado    | Equipo 2          |
| ------------------- | ------------ | ----------------- |
| Kagoshima United    | 1–0          | JEF United Chiba  |
| Ehime               | 3–4 (t. s.)  | V-Varen Nagasaki  |
| Giravanz Kitakyushu | 1–0 (t. s.)  | Oita Trinita      |
| Tegevajaro Miyazaki | 1–4          | Fagiano Okayama   |
| Thespakusatsu Gunma | 4–1 (t. s.)  | Sagamihara        |
| Ryukyu              | 2–1          | Fujieda MYFC      |
| Kamatamare Sanuki   | 0–2          | Blaublitz Akita   |
| YSCC Yokohama       | 1–0          | Mito HollyHock    |
| Azul Claro Numazu   | 3–2          | Vegalta Sendai    |
| Nagano Parceiro     | 5–1          | Tokushima Vortis  |
| Fukushima United    | 1–2          | Roasso Kumamoto   |
| Osaka               | 0–2          | Iwaki             |
| Iwate Grulla        | 1–0          | Tochigi           |
| Matsumoto Yamaga    | 3–3 (4–3 p.) | Renofa Yamaguchi  |
| Gifu                | 1–2          | Omiya Ardija      |
| Vanraure Hachinohe  | 0–0 (5–3 p.) | Zweigen Kanazawa  |
| Kataller Toyama     | 2–1          | Montedio Yamagata |

### Fase 2
| Equipo 1            | Resultado    | Equipo 2            |
| ------------------- | ------------ | ------------------- |
| Azul Claro Numazu   | 1–3          | Consadole Sapporo   |
| YSCC Yokohama       | 0–4          | F. C. Tokio         |
| Iwaki               | 0–2          | Albirex Niigata     |
| Iwate Grulla        | 0–1          | Cerezo Osaka        |
| Matsumoto Yamaga    | 1–1 (2–4 p.) | Avispa Fukuoka      |
| Omiya Ardija        | 0–2          | Nagoya Grampus      |
| Vanraure Hachinohe  | 1–2 (t. s.)  | Kashima Antlers     |
| Giravanz Kitakyushu | 1–2          | Machida Zelvia      |
| V-Varen Nagasaki    | 1–0          | Júbilo Iwata        |
| Kagoshima United    | 0–1          | Tokyo Verdy         |
| Imabari             | 1–2 (t. s.)  | Vissel Kobe         |
| Kataller Toyama     | 0–0 (6–5 p.) | Shimizu S-Pulse     |
| Nara Club           | 0–6          | Sanfrecce Hiroshima |
| Gainare Tottori     | 2–5          | Urawa Red Diamonds  |
| Fagiano Okayama     | 3–3 (3–5 p.) | Yokohama F. C.      |
| Thespakusatsu Gunma | 1–3          | Kashiwa Reysol      |
| Ryukyu              | 2–1          | Gamba Osaka         |
| Blaublitz Akita     | 2–1 (t. s.)  | Shonan Bellmare     |
| Roasso Kumamoto     | 0–1          | Sagan Tosu          |
| Nagano Parceiro     | 3–2 (t. s.)  | Kyoto Sanga         |

### Fase 3
| Equipo 1            | Resultado    | Equipo 2         |
| ------------------- | ------------ | ---------------- |
| Vissel Kobe         | 1–1 (4–5 p.) | Kataller Toyama  |
| Sanfrecce Hiroshima | 3–2          | Tokyo Verdy      |
| Urawa Red Diamonds  | 0–1          | V-Varen Nagasaki |
| Kashima Antlers     | 0–2          | Machida Zelvia   |
| Nagoya Grampus      | 3–1          | Yokohama F. C.   |
| Avispa Fukuoka      | 1–2          | Kashiwa Reysol   |
| Cerezo Osaka        | 1–0          | Ryukyu           |
| Albirex Niigata     | 2–0 (t. s.)  | Blaublitz Akita  |
| F. C. Tokio         | 1–1 (5–4 p.) | Sagan Tosu       |
| Consadole Sapporo   | 1–1 (5–3 p.) | Nagano Parceiro  |

## Ronda de play-off
| Equipo 1            | Agr. | Equipo 2          | Ida | Vuelta |
| ------------------- | ---- | ----------------- | --- | ------ |
| Kataller Toyama     | 2–3  | Consadole Sapporo | 1–1 | 1–2    |
| Sanfrecce Hiroshima | 5–2  | F. C. Tokio       | 2–1 | 3–1    |
| V-Varen Nagasaki    | 2–3  | Albirex Niigata   | 1–2 | 1–1    |
| Machida Zelvia      | 5–3  | Cerezo Osaka      | 3–1 | 2–2    |
| Nagoya Grampus      | 2–1  | Kashiwa Reysol    | 1–1 | 1–0    |

## Fase final

### Cuadro de desarrollo
|  | Cuartos de final    | Cuartos de final    | Cuartos de final    |       |                   | Semifinales       | Semifinales       | Semifinales       |  |                | Final          | Final          |  |
|  | 4 y 8 de septiembre | 4 y 8 de septiembre | 4 y 8 de septiembre |       |                   | 9 y 13 de octubre | 9 y 13 de octubre | 9 y 13 de octubre |  |                | 2 de noviembre | 2 de noviembre |  |
|  |                     |                     |                     |       |                   |                   |                   |                   |  |                |                |                |  |
|  |                     |                     |                     |       |                   |                   |                   |                   |  |                |                |                |  |
|  | Sanfrecce Hiroshima | 1                   | 1 (1)               |       |                   |                   |                   |                   |  |                |                |                |  |
|  | Sanfrecce Hiroshima | 1                   | 1 (1)               |       |                   |                   |                   |                   |  |                |                |                |  |
|  | Nagoya Grampus      | 0                   | 2 (3)               |       |                   |                   |                   |                   |  |                |                |                |  |
|  | Nagoya Grampus      | 0                   | 2 (3)               |       | Nagoya Grampus    | 3                 | 1                 |                   |  |                |                |                |  |
|  |                     |                     |                     |       | Nagoya Grampus    | 3                 | 1                 |                   |  |                |                |                |  |
|  |                     |                     | Yokohama F. Marinos | 1     | 2                 |                   |                   |                   |  |                |                |                |  |
|  | Consadole Sapporo   | 1                   | Yokohama F. Marinos | 1     | 2                 | 3                 |                   |                   |  |                |                |                |  |
|  | Consadole Sapporo   | 1                   |                     |       |                   |                   |                   |                   |  |                |                |                |  |
|  | Yokohama F. Marinos | 6                   | 1                   |       |                   |                   |                   |                   |  |                |                |                |  |
|  | Yokohama F. Marinos | 6                   | 1                   |       |                   |                   |                   |                   |  | Nagoya Grampus | 3 (5)          |                |  |
|  |                     |                     |                     |       |                   |                   |                   |                   |  | Nagoya Grampus | 3 (5)          |                |  |
|  |                     |                     | Albirex Niigata     | 3 (4) |                   |                   |                   |                   |  |                |                |                |  |
|  | Ventforet Kofu      | 0                   | Albirex Niigata     | 3 (4) | 1                 |                   |                   |                   |  |                |                |                |  |
|  | Ventforet Kofu      | 0                   |                     |       |                   |                   |                   |                   |  |                |                |                |  |
|  | Kawasaki Frontale   | 1                   | 1                   |       |                   |                   |                   |                   |  |                |                |                |  |
|  | Kawasaki Frontale   | 1                   | 1                   |       | Kawasaki Frontale | 1                 | 0                 |                   |  |                |                |                |  |
|  |                     |                     |                     |       | Kawasaki Frontale | 1                 | 0                 |                   |  |                |                |                |  |
|  |                     |                     | Albirex Niigata     | 4     | 2                 |                   |                   |                   |  |                |                |                |  |
|  | Machida Zelvia      | 0                   | Albirex Niigata     | 4     | 2                 | 2                 |                   |                   |  |                |                |                |  |
|  | Machida Zelvia      | 0                   |                     |       |                   |                   |                   |                   |  |                |                |                |  |
|  | Albirex Niigata     | 5                   | 0                   |       |                   |                   |                   |                   |  |                |                |                |  |
|  | Albirex Niigata     | 5                   | 0                   |       |                   |                   |                   |                   |  |                |                |                |  |
|  |                     |                     |                     |       |                   |                   |                   |                   |  |                |                |                |  |

- En cuartos de final y semifinales, el equipo ubicado en la primera línea de cada llave fue el que ejerció la localía en el partido de vuelta.
- Los horarios de los partidos corresponden al huso horario de Japón (UTC+09:00).

### Cuartos de final
| Ida; 4 de septiembre | Nagoya Grampus | 0 – 1   | Sanfrecce Hiroshima | Estadio Toyota, Toyota                                      |                                                             |
| 19:00                |                | Reporte | Arslan 58'          | Asistencia: 11 918 espectadores Árbitro(s): Hiroki Kasahara | Asistencia: 11 918 espectadores Árbitro(s): Hiroki Kasahara |

| Vuelta; 8 de septiembre | Sanfrecce Hiroshima                          | 1 – 2 (t. s.)(1 – 3 p.)(Global 2 – 2) | Nagoya Grampus                       | Edion Peace Wing Hiroshima, Hiroshima                        |                                                              |
| 18:30                   | Higashi 102'                                 | Reporte                               | - Patric 9' - Koshimichi 112' (a.g.) | Asistencia: 20 993 espectadores Árbitro(s): Yuichi Nishimura | Asistencia: 20 993 espectadores Árbitro(s): Yuichi Nishimura |
|                         |                                              | Tiros desde el punto penal            |                                      |                                                              |                                                              |
|                         | - Paciência - Mitsuta - Nakajima - Matsumoto |                                       | - Inagaki - Langerak - Morishima     |                                                              |                                                              |

| Ida; 4 de septiembre | Yokohama F. Marinos                                                         | 6 – 1   | Consadole Sapporo | Estadio Mitsuzawa, Yokohama                                 |                                                             |
| 19:00                | - Uenaka 30', 36' - Park Min-kyu 59' (a.g.) - Amano 63', 74' - Mizunuma 86' | Reporte | Shirai 77'        | Asistencia: 7996 espectadores Árbitro(s): Takafumi Mikuriya | Asistencia: 7996 espectadores Árbitro(s): Takafumi Mikuriya |

| Vuelta; 8 de septiembre | Consadole Sapporo               | 3 – 1 (Global 4 – 7) | Yokohama F. Marinos | Domo de Sapporo, Sapporo                                     |                                                              |
| 14:00                   | - Suga 48', 77' - Sánchez 90+3' | Reporte              | Yan Matheus 14'     | Asistencia: 10 930 espectadores Árbitro(s): Futoshi Nakamura | Asistencia: 10 930 espectadores Árbitro(s): Futoshi Nakamura |

| Ida; 4 de septiembre | Kawasaki Frontale | 1 – 0   | Ventforet Kofu | Estadio Todoroki Kawasaki, Kawasaki                        |                                                            |
| 19:00                | Tono 27'          | Reporte |                | Asistencia: 14 847 espectadores Árbitro(s): Yudai Yamamoto | Asistencia: 14 847 espectadores Árbitro(s): Yudai Yamamoto |

| Vuelta; 8 de septiembre | Ventforet Kofu | 1 – 1 (Global 1 – 2) | Kawasaki Frontale | Estadio JIT Recycle Ink, Kōfu                               |                                                             |
| 18:00                   | Taiga Son 31'  | Reporte              | Tono 90+3'        | Asistencia: 10 273 espectadores Árbitro(s): Akihiko Ikeuchi | Asistencia: 10 273 espectadores Árbitro(s): Akihiko Ikeuchi |

| Ida; 4 de septiembre | Albirex Niigata                           | 5 – 0   | Machida Zelvia | Estadio Denka Big Swan, Niigata                           |                                                           |
| 19:00                | - Nagakura 16', 49', 87', 90+5' - Ono 42' | Reporte |                | Asistencia: 9130 espectadores Árbitro(s): Akihiko Ikeuchi | Asistencia: 9130 espectadores Árbitro(s): Akihiko Ikeuchi |

| Vuelta; 8 de septiembre | Machida Zelvia                | 2 – 0 (Global 2 – 5) | Albirex Niigata | Estadio Machida GION, Machida                                |                                                              |
| 18:00                   | - Nakashima 41' - Shimoda 45' | Reporte              |                 | Asistencia: 6726 espectadores Árbitro(s): Koichiro Fukushima | Asistencia: 6726 espectadores Árbitro(s): Koichiro Fukushima |

### Semifinales
| Ida; 9 de octubre | Yokohama F. Marinos | 1 – 3   | Nagoya Grampus                              | Estadio Mitsuzawa, Yokohama                                  |                                                              |
| 19:00             | Anderson Lopes 31'  | Reporte | - Shiihashi 3' - Mikuni 15' - Yamagishi 76' | Asistencia: 10 529 espectadores Árbitro(s): Futoshi Nakamura | Asistencia: 10 529 espectadores Árbitro(s): Futoshi Nakamura |

| Vuelta; 13 de octubre | Nagoya Grampus | 1 – 2 (Global 4 – 3) | Yokohama F. Marinos          | Estadio Toyota, Toyota                                       |                                                              |
| 15:00                 | Yamagishi 47'  | Reporte              | - Nishimura 33' - Uenaka 82' | Asistencia: 29 081 espectadores Árbitro(s): Yūichi Nishimura | Asistencia: 29 081 espectadores Árbitro(s): Yūichi Nishimura |

| Ida; 9 de octubre | Albirex Niigata                                      | 4 – 1   | Kawasaki Frontale | Estadio Denka Big Swan, Niigata                            |                                                            |
| 19:00             | - Taniguchi 25' - Ota 45' - Hasegawa 50' - Hoshi 53' | Reporte | Segawa 71'        | Asistencia: 12 501 espectadores Árbitro(s): Yudai Yamamoto | Asistencia: 12 501 espectadores Árbitro(s): Yudai Yamamoto |

| Vuelta; 13 de octubre | Kawasaki Frontale | 0 – 2 (Global 1 – 6) | Albirex Niigata      | Estadio Todoroki Kawasaki, Kawasaki                         |                                                             |
| 15:00                 |                   | Reporte              | - Komi 31' - Ota 90' | Asistencia: 21 159 espectadores Árbitro(s): Akihiko Ikeuchi | Asistencia: 21 159 espectadores Árbitro(s): Akihiko Ikeuchi |

### Final
| 2 de noviembre | Albirex Niigata                            | 3 – 3 (t. s.)(4 – 5 p.)    | Nagoya Grampus                                       | Estadio Olímpico, Tokio                                        |                                                                |
| 13:05          | - Taniguchi 71' - Komi 90+10' (pen.), 111' | Reporte                    | - Nagai 31', 42' - Nakayama 93'                      | Asistencia: 62 517 espectadores Árbitro(s): Koichiro Fukushima | Asistencia: 62 517 espectadores Árbitro(s): Koichiro Fukushima |
|                |                                            | Tiros desde el punto penal |                                                      |                                                                |                                                                |
|                | - Akiyama - Nagakura - Deng - Hoshi - Komi |                            | - Inagaki - Langerak - Yamanaka - Junker - Yamagishi |                                                                |                                                                |

|                                   |
| Bandera de Japón                  |
| Campeón Nagoya Grampus 2.º título |

## Estadísticas

### Goleadores
| N.º | Jugador            | Club                       | Goles |
| --- | ------------------ | -------------------------- | ----- |
| 1   | Motoki Nagakura    | Albirex Niigata            | 6     |
| 2   | Yota Komi          | Albirex Niigata            | 4     |
| 2   | Yuki Ohashi        | Sanfrecce Hiroshima        | 4     |
| 4   | Mutsuki Kato       | Sanfrecce Hiroshima        | 3     |
| 4   | Kensuke Nagai      | Nagoya Grampus             | 3     |
| 4   | Patric             | Nagoya Grampus             | 3     |
| 4   | Kaito Taniguchi    | Albirex Niigata            | 3     |
| 4   | Shosei Usui        | Kataller Toyama            | 3     |
| 9   | Jun Amano          | Yokohama F. Marinos        | 2     |
| 9   | Mitchell Duke      | Machida Zelvia             | 2     |
| 9   | Seiya Inoue        | Avispa Fukuoka             | 2     |
| 9   | Matheus Jesus      | V-Varen Nagasaki           | 2     |
| 9   | Juanma Delgado     | V-Varen Nagasaki           | 2     |
| 9   | Edigar Junio       | V-Varen Nagasaki           | 2     |
| 9   | Yuki Kobayashi     | Hokkaido Consadole Sapporo | 2     |
| 9   | Takashi Kondo      | Nagano Parceiro            | 2     |
| 9   | Tomoya Miki        | Tokyo Verdy                | 2     |
| 9   | Na Sang-ho         | Machida Zelvia             | 2     |
| 9   | Shōya Nakajima     | Urawa Red Diamonds         | 2     |
| 9   | Katsuhiro Nakayama | Nagoya Grampus             | 2     |
| 9   | Takato Nonomura    | Matsumoto Yamaga           | 2     |
| 9   | Hinata Ogura       | Yokohama FC                | 2     |
| 9   | Yuta Sato          | FC Ryukyu                  | 2     |
| 9   | Haruto Shirai      | Hokkaido Consadole Sapporo | 2     |
| 9   | Daiki Suga         | Hokkaido Consadole Sapporo | 2     |
| 9   | Yudai Tanaka       | Fagiano Okayama            | 2     |
| 9   | Asahi Uenaka       | Yokohama F. Marinos        | 2     |
| 9   | Masashi Wada       | Thespa Gunma               | 2     |
| 9   | Hokuto Shimoda     | Machida Zelvia             | 2     |
| 9   | Daiya Tono         | Kawasaki Frontale          | 2     |
| 9   | Shunki Higashi     | Sanfrecce Hiroshima        | 2     |
| 9   | Yuya Yamagishi     | Nagoya Grampus             | 2     |